# Горст Адемайт
Горст Адемайт (нім. Horst Ademeit; 8 лютого 1912, Бреслау — 7 серпня 1944, Даугавпілс) — німецький льотчик-ас винищувальної авіації, майор люфтваффе. Кавалер Лицарського хреста Залізного хреста з дубовим листям.

## Біографія
Як резервіст перед Другою світовою війною пройшов підготовку льотчика винищувальної авіації. На початку 1940 року зарахований в 3-ю ескадрилью 54-ї винищувальної ескадри. Учасник битви за Британію. Свій перший літак збив 18 вересня 1940 року у повітряному просторі Великої Британії (сам він був збитий у тому ж бою). Учасник Німецького-радянської війни. В серпні 1941 року переведений в 1-у ескадрилью, а 24 вересня 1941 року збив 10-й літак. 7 березня 1942 року число його перемог досягло 40. З 7 березня 1942 року — командир 6-ї ескадрильї своєї ескадри. З 16 грудня 1943 по 27 січня 1944 року виконував обов'язки командира 54-ї винищувальної ескадри. 15 січня 1944 року здобув свою 100 перемогу. З 4 лютого 1944 року — командир 1-ї групи 54-ї винищувальної ескадри. Зник безвісти 8 серпня 1944 року після того, як у районі Даугавпілса його літак (FW.190А-5) був підбитий вогнем зенітної артилерії і здійснив вимушену посадку на території, зайнятій радянськими військами (цього дня він здобув свою останню перемогу).
Всього за час бойових дій здійснив понад 600 бойових вильотів і збив 166 літаків, з них 164 радянські.

## Звання
- Унтерофіцер (1940)
- Фельдфебель (1941)
- Оберфельдфебель (1941)
- Лейтенант (1942)
- Оберлейтенант (1943)
- Гауптман (1944)
- Майор (1944)

## Нагороди
- Нагрудний знак пілота
- Залізний хрест
  - 2-го класу (7 вересня 1940)
  - 1-го класу (5 вересня 1941)
- Авіаційна планка винищувача в золоті з підвіскою «600»
- Почесний Кубок Люфтваффе (8 грудня 1941)
- Німецький хрест в золоті (25 лютого 1942)
- Медаль «За зимову кампанію на Сході 1941/42»
- Лицарський хрест Залізного хреста з дубовим листям
  - лицарський хрест (16 квітня 1943) — за 53 перемоги.
  - дубове листя (№ 414; 2 березня 1944) — за 120 перемог.